# Plwocina
Plwocina (łac. sputum) – wykrztuszana wydzielina dróg oddechowych, w skład której wchodzą między innymi: ślina, komórki złuszczonego nabłonka, pyły, a czasem także resztki pokarmowe. Jej zapach oraz wygląd mogą okazać się przydatne w postawieniu diagnozy. Przy niektórych chorobach (szczególnie płuc) plwocina może zawierać ropę, krew lub drobnoustroje chorobotwórcze.
- plwocinę wykrztuszoną spontanicznie
- plwocinę indukowaną (wykrztuszoną po inhalacji roztworu NaCl podawanego we wzrastających stężeniach od 0,9% do 7%).

.